# 우에노 동물원
우에노 동물원(일본어: 東京都恩賜上野動物園 도쿄토온시우에노도부쓰엔[*])은 일본 도쿄도 다이토구 우에노에 위치한 우에노 공원에 속한 동물원이다. 1882년 3월 20일, 문을 연 일본 최초의 동물원이다. 일본동물원수족관협회(JAZA)에 소속되어 있다. 원내는 동원과 서원으로 나뉘어 있어 모노레일로 연결되어있다. 대왕판다, 수마트라호랑이, 서부저지고릴라, 오카피 등의 희소 동물을 비롯해 400종 이상의 동물을 사육하고 있다. 우에노역(고엔출구)에서 도보 5분 거리에 있다. 이 동물원에서 제일 유명한 동물은 자이언트판다인 샹샹이 대표적이다.

## 같이 보기
- 다마 동물공원